# Ludwig Gössing
Ludwig Gössing –conocido como Lutz Gössing– (Dortmund, 13 de mayo de 1938) es un jinete alemán que compitió para la RFA en la modalidad de concurso completo. Participó en dos Juegos Olímpicos de Verano en los años 1968 y 1972, obteniendo una medalla de bronce en Múnich 1972 en la prueba por equipos.

## Palmarés internacional
| Juegos Olímpicos | Juegos Olímpicos | Juegos Olímpicos  | Juegos Olímpicos |
| Año              | Lugar            | Medalla           | Categoría        |
| ---------------- | ---------------- | ----------------- | ---------------- |
| 1972             | Múnich (RFA)     | Medalla de bronce | Por equipos      |